# Jurema (Pernambuco)
Jurema è un comune del Brasile nello Stato del Pernambuco, parte della mesoregione dell'Agreste Pernambucano e della microregione di Garanhuns.